# La Belliole
La Belliole ist eine französische Gemeinde mit 220 Einwohnern (Stand 1. Januar 2022) im Département Yonne in der Region Bourgogne-Franche-Comté (vor 2016 Bourgogne). La Belliole gehört zum Arrondissement Sens und zum Kanton Gâtinais en Bourgogne (bis 2015 Chéroy). 

## Geographie
La Belliole liegt etwa 19 Kilometer westsüdwestlich des Stadtzentrums von Sens. Umgeben wird La Belliole von den Nachbargemeinden Saint-Valérien im Norden, Villeneuve-la-Dondagre im Osten, Courtoin im Süden und Südosten, Domats im Süden und Westen sowie Montacher-Villegardin im Nordwesten.

## Bevölkerungsentwicklung
| Jahr                       | 1881 | 1962 | 1968 | 1975 | 1982 | 1990 | 1999 | 2006 | 2013 |
| Einwohner                  | 284  | 125  | 97   | 83   | 90   | 128  | 193  | 254  | 256  |
| Quellen: Cassini und INSEE |      |      |      |      |      |      |      |      |      |

## Sehenswürdigkeiten

Kirche Saint-Jacques

- Kirche Saint-Jacques